# جون غرين (سياسي أمريكي)
جون غرين (بالإنجليزية: John Green)‏ هو قاضي ومحامي وسياسي أمريكي، ولد في 20 مايو 1807 في مقاطعة يانسي في الولايات المتحدة، وتوفي في 31 أغسطس 1887 في مقاطعة تيبتون في الولايات المتحدة. حزبياً، نشط في الحزب الجمهوري. وقد انتخب عضو مجلس ولاية إنديانا.